# Sumitrosis arnetti
Sumitrosis arnetti är en skalbaggsart som beskrevs av Butte 1969. Sumitrosis arnetti ingår i släktet Sumitrosis och familjen bladbaggar. Inga underarter finns listade i Catalogue of Life.